# FBCゴールデンナイター
FBCゴールデンナイター（エフビーシーゴールデンナイター）は福井放送ラジオが毎年4月 - 9月の水 - 金曜に放送されているプロ野球中継である。

## 概要
- 2009年度までは土曜・日曜も他のクロスネット局と同様にTBSラジオ受けのJRNナイターを放送していたが、週末にデーゲームが組まれることが多くなったことを理由にTBSラジオが制作を打ち切ったため、日曜は2009年で打ち切り、土曜は文化放送受けのNRNナイターに変更したあと、2019年シーズンをもってネットを打ち切った。
- 2017年までは火曜日にも放送していたが、TBSが2017年限りでプロ野球中継関連の業務から撤退したため、2018年から火曜日の中継を廃止。廃止後は、2023年まで『アフター6ジャンクション』、2024年は『荻上チキ・Session』、2025年からは19時台に『Session』、20時台に『アフター6ジャンクション2』の同時ネットを実施。
- ナイターオフ編成下で行われるシーズン開幕戦のネット受けも行うことがある。この場合は「FBCゴールデンナイター プロ野球開幕シリーズ」（エフビーシーゴールデンナイター プロやきゅうかいまくシリーズ）として放送される。
- なお、中継試合がなくレインコート番組の放送となる場合は「FBCゴールデンスペシャル」（エフビーシーゴールデンスペシャル）として放送される。
- FBCラジオ公式サイトの週間番組表においては、予備順位が屋内球場より下位となる試合（このうち、関東や関西でのパ・リーグ戦など、解説者の配置がない試合もある）を含めた、当日のネットワークにおける全試合の解説・実況アナウンサーを掲載している。

## 放送日時
- 水曜 - 金曜 18:15 - 21:50

21:00までに試合が終わった場合はキー局の放送編成に従って他の球場の試合が放送される。21:50（土曜日は22:00）までに終了した場合は「駒田徳広のミュージックブルペン」を定刻まで放送する。

### ネット受け
- 水 - 金曜日：NRNナイター（キー局：ニッポン放送）
  - 福井県内でプロ野球が開催される場合は、全国中継のカードを差し替えて放送することがある。
  - 日本シリーズ中継もNRNナイターをネットしている（2018年時点では全試合文化放送がキー局）。ただし、関西発の試合の担当局はレギュラーシーズンの曜日割り当てとは異なる。なお、競艇のSG競走と重なった場合は、競艇中継を優先するため中継しない場合があった。2019年以降は中継のネットを取りやめている。

### 制作担当局（2019年）
| 地域（球団）／曜日         | 水  | 木  | 金  | 土  |
| 基本系列                   | NRN | NRN | NRN | NRN |
| 北海道（日）               | STV | STV | STV | STV |
| 宮城（楽）                 | TBC | TBC | TBC | TBC |
| 関東（巨・ヤ・横・西・ロ） | LF  | LF  | LF  | QR  |
| 東海（中）                 | SF  | SF  | SF  | SF  |
| 近畿（神・オ）             | MBS | MBS | ABC | ABC |
| 広島（広）                 | RCC | RCC | RCC | RCC |
| 福岡（ソ）                 | KBC | KBC | KBC | KBC |
| -------------------------- | --- | --- | --- | --- |

1. ↑  土曜日の自社向けはJRN系列局向けを優先しているため、原則として裏送りで参加。
2. ↑  2019年以降、QRでの土曜ナイター中継放送を取りやめたため、中継がQR制作の場合はNRN系列局向け裏送りとなる。特に関東圏の球団同士が対戦すると、事実上福井放送（FBC）・山口放送（KRY）限定の裏送りとなる。